# Córtex (botânica)

corte de embrião de planta da seda: 6. Cortéx

Em botânica, o córtex é a camada externa de muitas estruturas das plantas, no sentido da Taxonomia de Lineu, ou seja, incluindo as plantas verdes, alguns tipos de algas, como as vermelhas e as castanhas, e ainda os líquenes laminares.

## Córtex das plantas vasculares
É a camada externa do caule e da raiz das plantas vasculares sem crescimento secundário, limitada externamente pela epiderme e internamente periciclo nas raízes e pelo cilindro vascular nos caules. É formada principalmente por células indiferenciadas, na maior parte grandes células parenquimatosas, com fina parede celular, cuja principal função é a reserva de amido.
As células externas podem possuir cloroplastos, formando o clorênquima, ou adquirir paredes espessadas, transformando-se em colênquima.